# Aphonoides hollowayi
Aphonoides hollowayi är en insektsart som beskrevs av Andrej Vasiljevitj Gorochov 2007. Aphonoides hollowayi ingår i släktet Aphonoides och familjen syrsor. Inga underarter finns listade i Catalogue of Life.